# 杉村貴子
杉村 貴子（すぎむら たかこ、1974年7月25日 - 、 旧姓：福田）は、日本の実業家。キャリアデザインスクール「我究館」、語学コーチングスクール「PRESENCE（ プレゼンス）」、ライフデザインラボ「ウェルビーイング・アカデミア」を傘下に置く、株式会社ジャパンビジネスラボ代表取締役社長。我究館6代目館長、ウェルビーイング・コンサルタント、一般社団法人日本英語コーチング協会（JELCA）設立メンバー兼副理事長。
配偶者は株式会社ジャパンビジネスラボ（我究館・プレゼンス）創業者、『絶対内定』『アツイ コトバ』（ダイヤモンド社）の著者、杉村太郎（2011年死去）。
キャリア理論とポジティブ心理学の融合で「幸福」を可視化しウェルビーイングを実現していく『四つ葉のクローバー理論（Well-Being＝４L×PERMA）』を考案し、ウェルビーイングの普及をライフワークとして活動している。

## 人物
- 1974年 - 東京生まれ
- 1986年 - 青山学院中等部入学
- 1993年 - 青山学院大学経済学部入学
- 1993年 - 10月1日（都民の日）に第37代ミス東京（東京都主催、東京商工会議所、東京新聞共催、ミス東京コンテスト）に選出され、鈴木俊一東京都知事のアシスタントとして、世界都市博覧会関連イベント（博覧会自体は未開催）や友好姉妹都市のオーストラリア・ニューサウスウェールズ州訪問等の国際親善、交通安全運動等150件近い公式行事に携わる
- 1994年 - 東京都から国際親善および福祉活動に対して感謝状が贈呈される
- 1994年 - 大学2年時にミス・ユニバーシティ日本代表に選出され、能の舞をニューヨーク大会で披露、国際文化交流に携わる
- 1995年 - 大学3年時にテレビ朝日アナウンス部に所属、“ウェザーメイツ”として「やじうま6」のお天気キャスターデビューし、テレビ朝日の番組リポーターやイベントMCを担当
- 1997年 - 日本航空（キャビンアテンダント）入社
- 1998年 - 株式会社ジャパンビジネスラボ（我究館・プレゼンス）創業者、『絶対内定[1]』『アツいコトバ[2]』著者の杉村太郎と結婚
- 2000年 - 長女出産
- 2000年 - 杉村太郎のハーバード大学ケネディ行政大学院留学を機に家族で渡米
- 2003年 - 帰国後、BS朝日のニュース番組『News Accsess』キャスター、生活経済ジャーナリスト（証券アナリストCMA）として上場企業の経営者100人へのインタビューを行い、経済誌『財界』『経済界』に連載記事を執筆
- 2007年 - 大和総研に調査本部マーケットリサーチ専任アナリストとして入社し、同社のアナリストランキング首位を奪還する。その後、経営企画、新卒採用、人材開発、広報などに携わる。大和証券グループ公式チャンネル「ダイワＴＶ」の「大和総研レポート」、「大和スペシャリストレポート」のメインキャスター、国際投資カンファレンスの司会等を担当
- 2011年 - 長男出産
- 2011年 - 夫・杉村太郎の死去を受け株式会社ジャパンビジネスラボ監査役、Sugimura Taro Corporation（株式会社ジャパンビジネスラボ親会社） 代表取締役社長に就任
- 2012年 - ジャパンビジネスラボ取締役
- 2013年 - 大和総研 退社
- 2014年 - ジャパンビジネスラボ 代表取締役社長に就任、経営再建を行い1年で黒字化を実現
- 2016年 - 一般社団法人ジャパンビジネスラボ・アカデミー（JBLA）設立、代表理事に就任
- 2017年 - 自分らしい生き方を支援するスクール「ワーク・ライフデザイン」を設立
- 2019年 - ポジティブ心理学の創設者であるマーティン・セリグマン博士と幸福学研究の権威であるエド・ディ-ナー博士に師事した後、Well-being Academiaを起ち上げ、ウェルビーイング・コンサルタントとして活動
- 2020年 - 一般社団法人日本英語コーチング協会（JELCA)設立メンバーとして副理事長に就任
- 2021年 - ジャパンビジネスラボ取締役会長に就任
- 2023年 - ウェルビーイングの実践書『たとえ明日終わったとしても「やり残したことはない」と思える人生にする～「日常にある幸せ」に気づくウェルビーイングな生き方～（日本実業出版社）を執筆
- 2023年 - 再びジャパンビジネスラボ代表取締役社長に復帰、再度経営再建を行い1年で黒字化を実現
- 2024年 - ６代目我究館館長として『絶対内定2026シリーズ』を共著

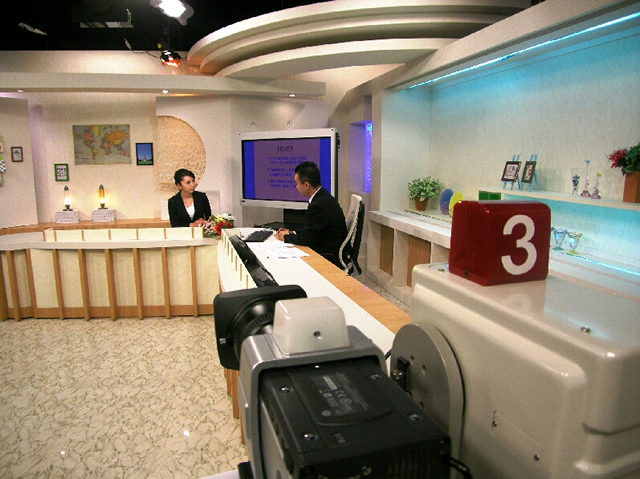
大和総研レポート

## 出演
- 『ANNニュース』（朝日ニュースター）ニュースキャスター
- 『News Access730』（BS朝日）ニュースキャスター
- 『ヤン坊マー坊天気予報』（BS朝日）お天気キャスター
- 『スーパーJチャンネル』（テレビ朝日）ニュースナレーション
- 『やじうま6』（テレビ朝日）お天気・スポーツ担当
- 『FIVBワールドカップ』実況中継担当・閉会式総合司会（日・英語）（テレビ朝日）
- 『伊藤園レディースゴルフトーナメント』等のリポーター（テレビ朝日）
- 『パネルクイズアタック２５』のリポーター（朝日放送）
- 『ルドルフ・ジュリアーニ 元ニューヨーク市長来日記念講演会』総合司会（日・英語）
- 『大和総研レポート』（ダイワTV）キャスター
- 『大和レポート』（ダイワTV）キャスター
- 国際投資カンファレンスの司会等（300件以上のカンファレンスMCを担当）

## 著書/執筆
- 『たとえ明日終わったとしても「やり残したことはない」と思える人生にする～「日常にある幸せ」に気づくウェルビーイングな生き方～』杉村貴子著（日本実業出版社） ISBN 4534059914
- 『絶対内定 2026 ～キャリアデザイン～』 杉村貴子共著 （ダイヤモンド社）ISBN 4478120331
- 『絶対内定 2026 ～面接～』 杉村貴子共著（ダイヤモンド社）ISBN 4478120358
- 『絶対内定2026 ～エントリーシート～』 杉村貴子共著（ダイヤモンド社）ISBN 447812034X
- 『杉村太郎、愛とその死』杉村貴子著（河出書房新社）ISBN 978-4309921150
- 財界「社名の由来と企業戦略」連載
- 経済界「この会社の『強さ』はここ」連載
- 証券日刊「人・思い」「人生と経営を聞く」連載　他

## 資格・加入団体
- 国家資格 キャリアコンサルタント
- 日本証券アナリスト協会認定アナリスト/CMA
- 宅地建物取引士
- ポジティブ心理学プラクティショナー認定ワークショップ公式アシスタント&ファシリテーター
- NPO生涯学習認定キャリアカウンセラー